# Фонтаниве, Никола
Никола Фонтаниве (итал. Nicola Fontanive, родился 25 октября 1985 в Агордо) — итальянский хоккеист, центральный нападающий клуба «Кортина», выступающей в серии А

## Карьера

### Клубная
Воспитанник школы клуба «Аллеге», в его составе с 2002 года. В Серии A1 в его составе выступал с 2002 по 2010 годы, после чего перебрался в норвежскую GET-Лигу в «Фриск Аскер» (там в 36 играх набрал 25 очков: 9 голов + 16 передач). Вернулся по окончании сезона 2010/2011 в «Аллеге».

### В сборной
За сборную Италии выступает с 2005 года, провёл 64 игры, забил 7 шайб и отдал 16 голевых передач (23 очка). Выступал на чемпионатах мира в Высшем дивизионе в 2006, 2008, 2010 и 2012 годах. В 2005, 2009 и 2011 годах добивался побед в Высшем дивизионе. На уровне юношеской сборной играл на чемпионатах мира 2002 и 2003, на уровне молодёжной на чемпионатах мира 2003, 2004 и 2005 годов. Участник Олимпийских игр 2006 года в Турине.